# Tửu Kiến tự
Chùa Tửu Kiến (酒見寺 Sagami-ji hoặc Sagami-dera), là một ngôi chùa thuộc phái Chân Ngôn tông tọa lạc ở Kasai, tỉnh Hyōgo, Nhật Bản. Sơn hiệu (山号) của chùa là Tuyền sinh sơn (泉生山 Senjōsan). Thánh Vũ Thiên hoàng đã cho xây dựng ngôi chùa vào năm Thiên Bình (天平) thứ 16, tức năm 745, theo yêu cầu từ Hạnh Cơ đại sư (行基, Gyōki).

## Hình ảnh

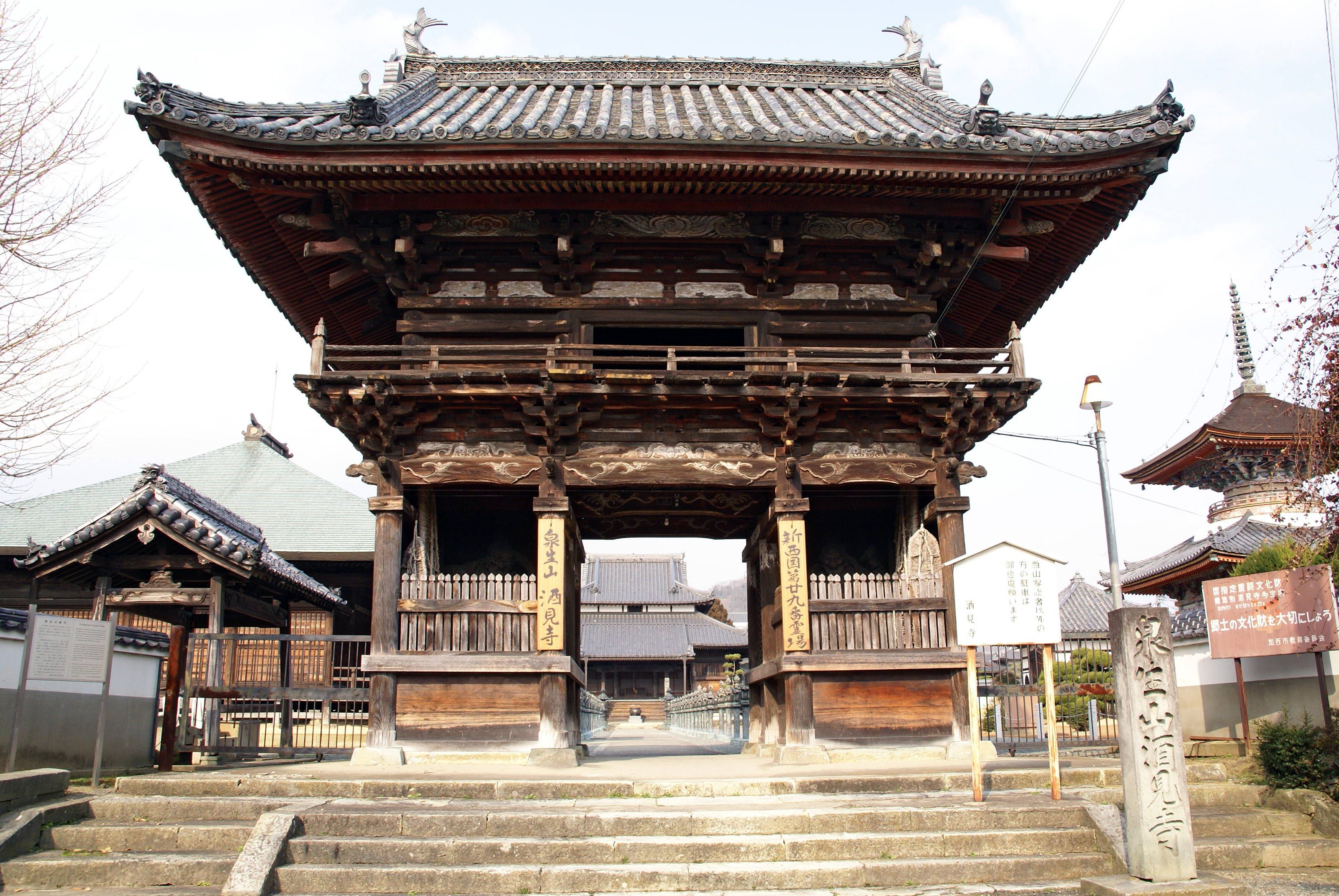
Lâu môn
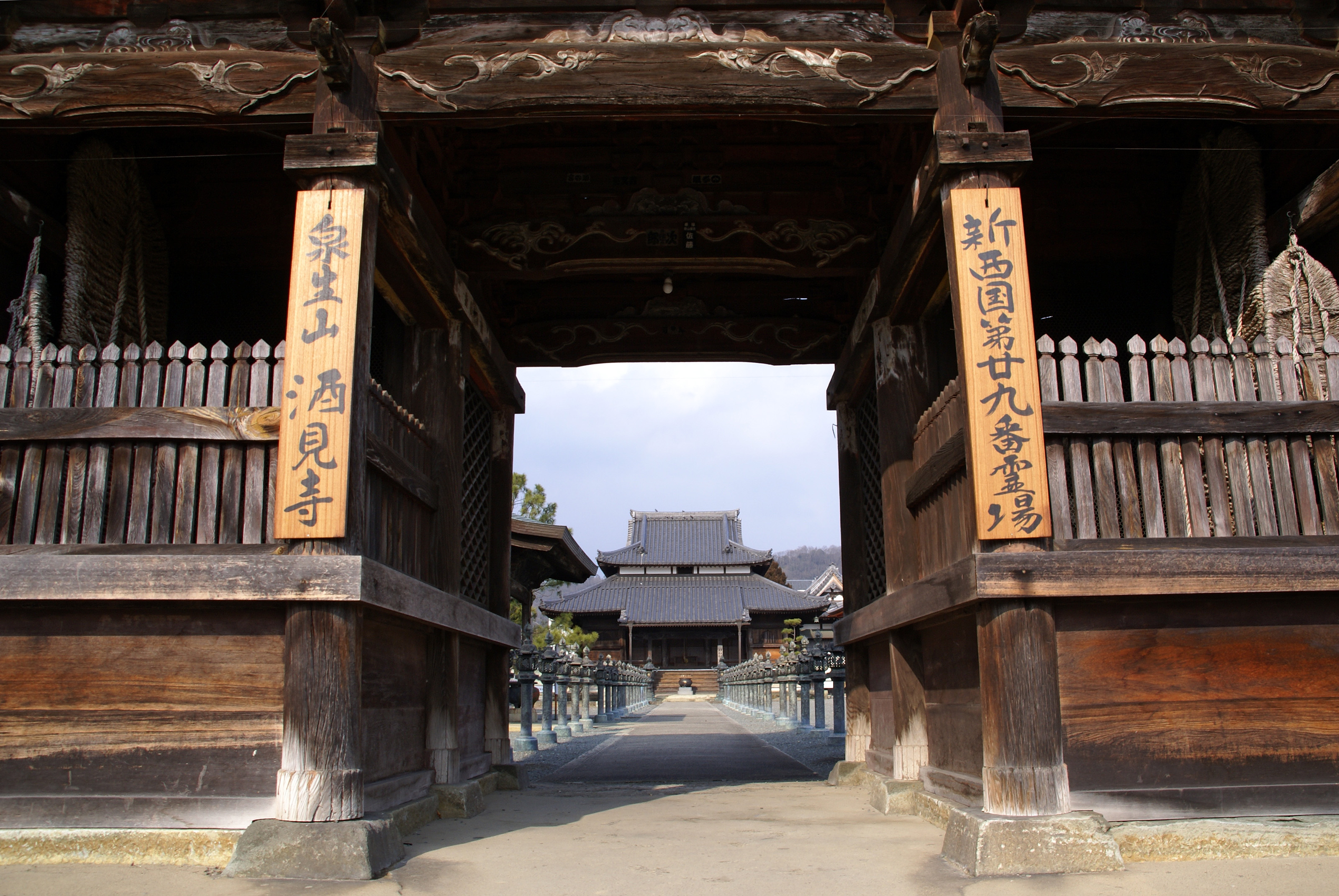
Lối vào thông qua Lâu môn
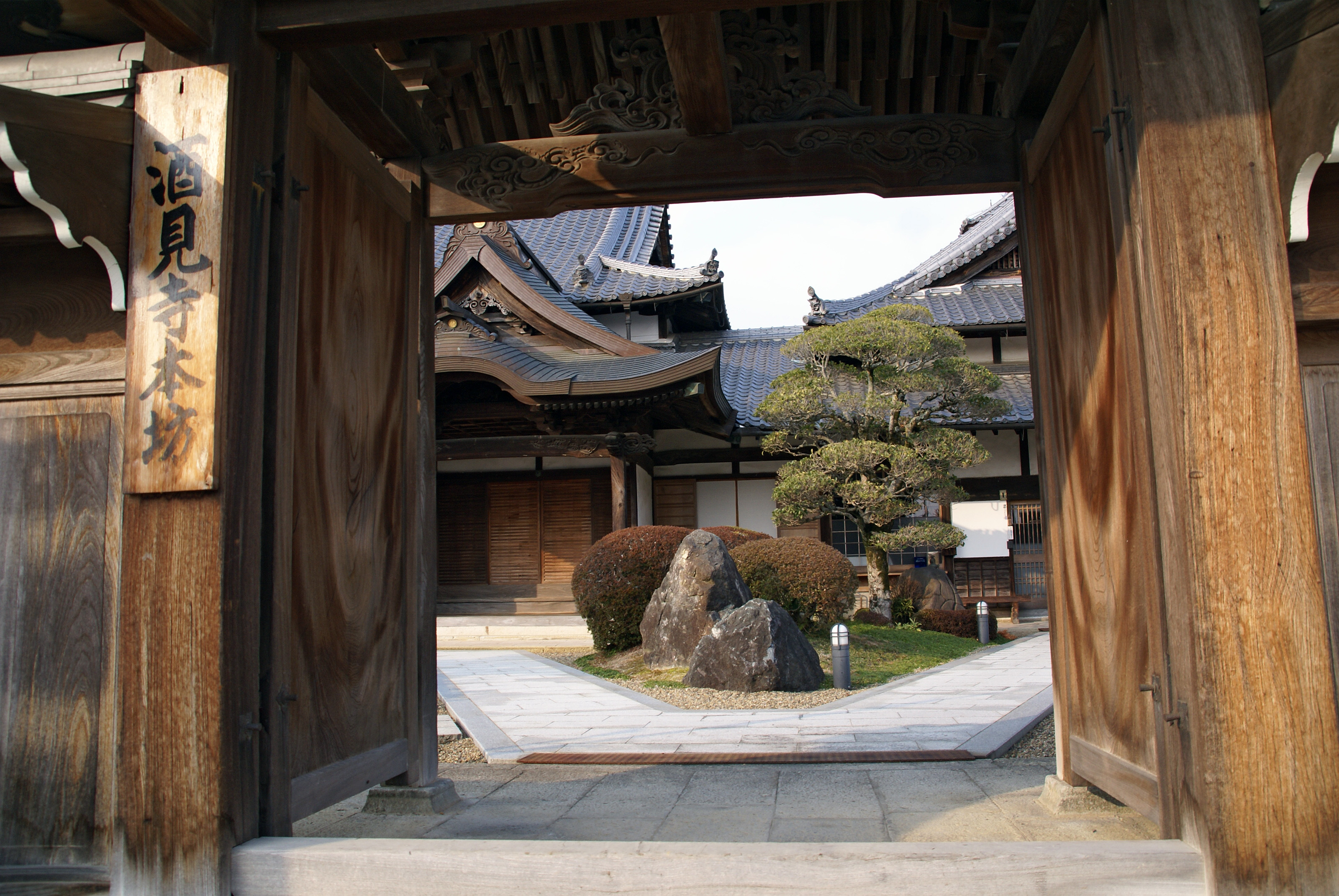
Sân trong
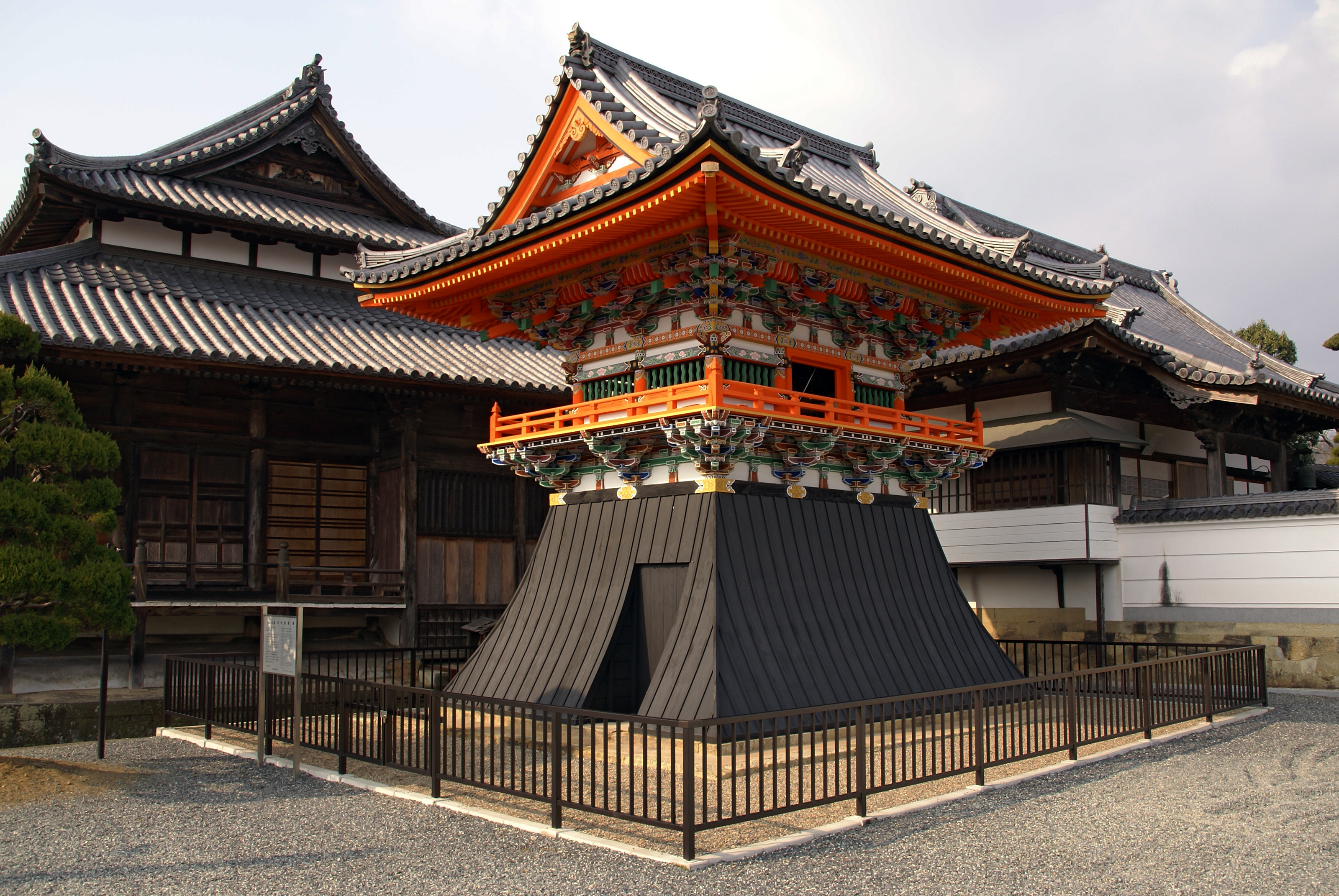
Gác chuông
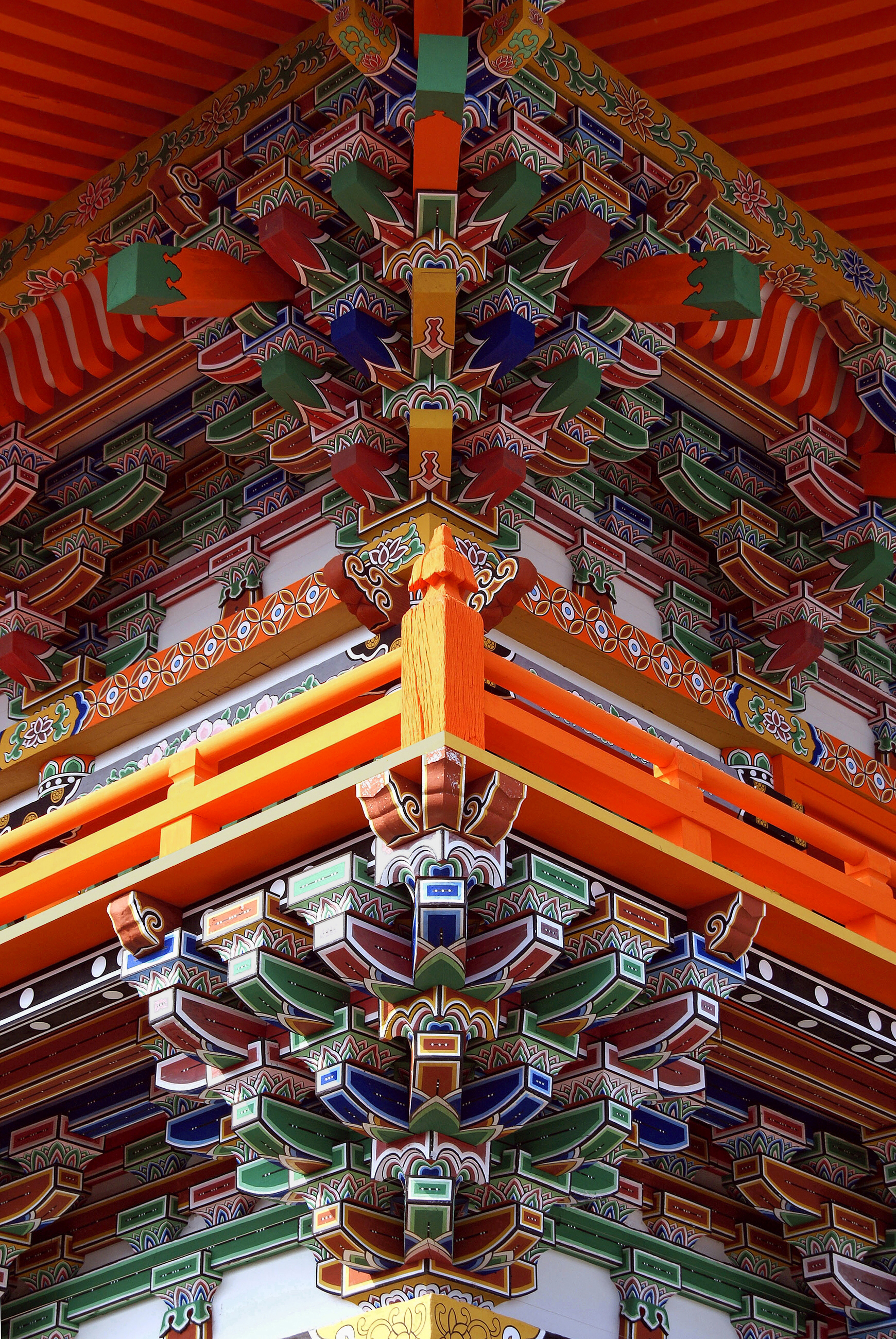
Đấu củng gác chuông
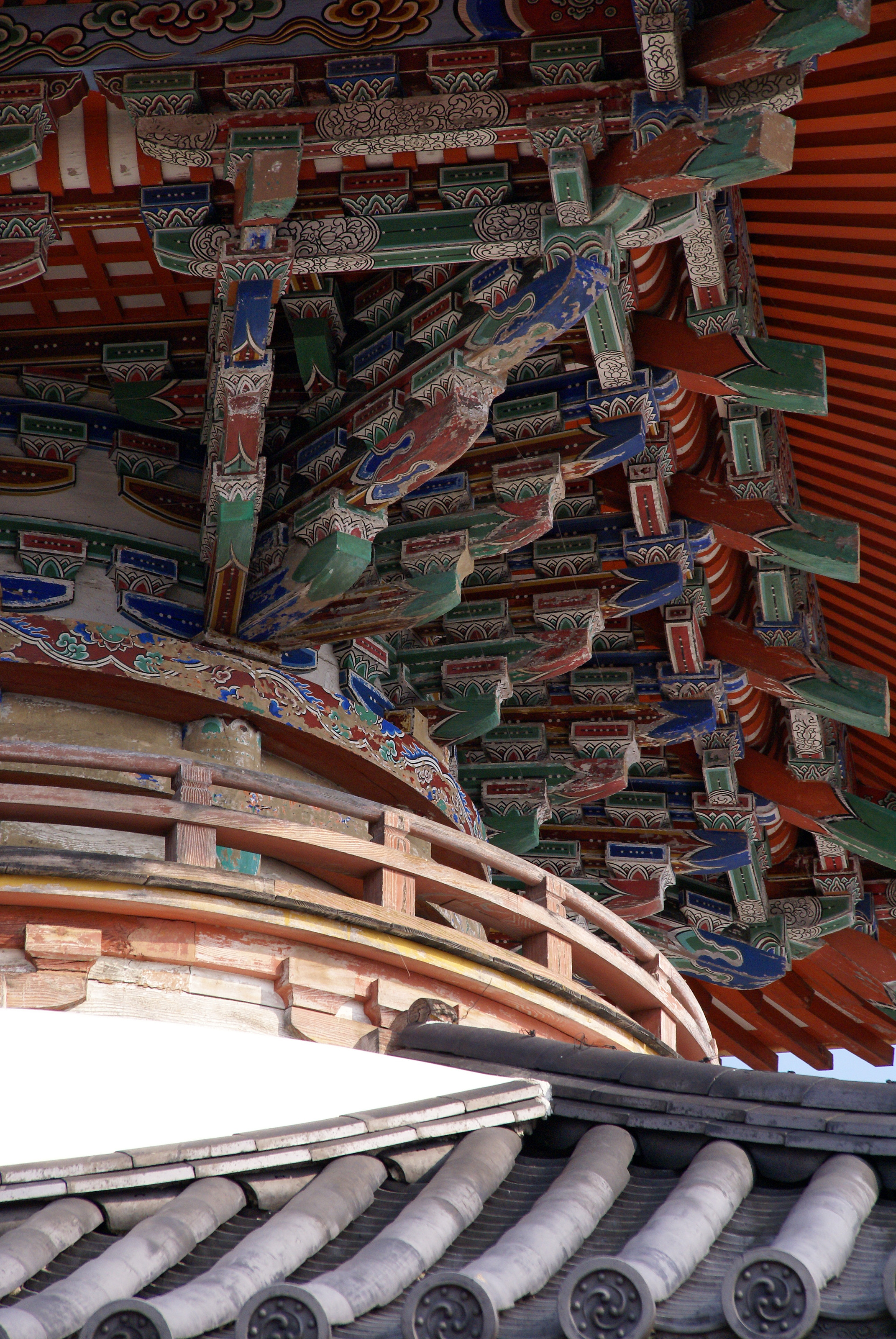
Rầm chia của Đa bảo tháp (tahōtō)
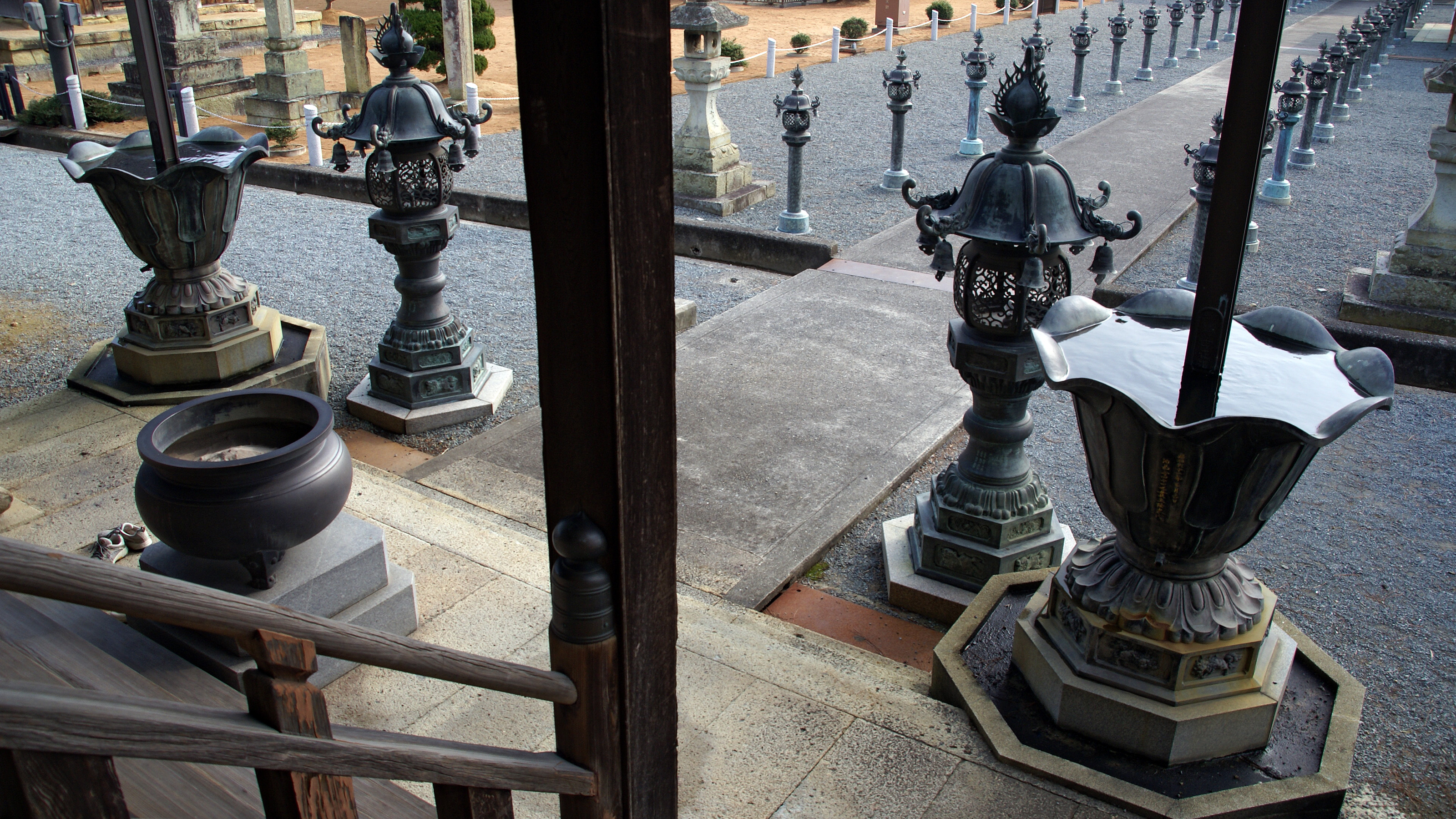
Lối đi chính trong chùa